# Jermaine O'Neal
Jermaine O'Neal   (Columbia, 13 d'octubre de 1978) és un exjugador de bàsquet professional estatunidenc. Ha estat considerat com un dels aler-pivots més destacats de la Conferència Est durant bona part de la seva carrera.

## Biografia
O'Neal va néixer a Columbia, Carolina del Sud. Ell i el seu germà gran, Clifford, van ser criats per la seva mare, Angela Ocean. Ocean va treballar dur per mantenir els seus fills i va deixar els seus fills en gran manera als seus propis dispositius. O'Neal va trobar el seu amor per l'atletisme a una edat jove. Alt i ràpid, li agradava tant el futbol americà com el bàsquet, però el bàsquet era el seu esport preferit. Dos dels seus herois de bàsquet són Hakeem Olajuwon i Bill Russell; O'Neal sovint es va meravellar amb l'enfocament d'Olajuwon al joc, mentre li encantava veure els vídeos més destacats de Russell dels seus duels amb Wilt Chamberlain.
O'Neal va ser seleccionat pels Portland Trail Blazers com la 17a selecció al draft de l'NBA de 1996. El debutant estava envoltat de veterans i estrelles emergents que li podien ensenyar les cordes a Portland; formant la pista davantera amb ell estaven Arvydas Sabonis, Rasheed Wallace i Clifford Robinson. Després de perdre's els primers 17 partits per una contusió òssia al genoll, O'Neal va debutar contra els Denver Nuggets al desembre. Amb 18 anys, un mes i 22 dies, es va convertir en el jugador més jove en jugar un partit de l'NBA (marca que després va ser eclipsada per Andrew Bynum).